# Gare de Benson (Arizona)
La gare de Benson (Arizona) est une gare ferroviaire des États-Unis, située sur le territoire de la ville de  Benson dans l'État de l'Arizona. C'est la gare la plus proche du Parc d'État de Kartchner Caverns, de la Forêt nationale de Coronado et du Texas Canyon.

## Service des voyageurs

### Desserte
Elle est desservie par des liaisons longue-distance Amtrak :
- le Sunset Limited: Los Angeles - La Nouvelle-Orléans
- le Texas Eagle: Los Angeles - Chicago

Les deux trains sont combinés entre Los Angeles et San Antonio. Il y a deux services dans chaque sens par semaine.